# Ray Collins (músico)
Ray Collins (19 de noviembre de 1936 - 24 de diciembre de 2012) fue un músico estadounidense.
Collins creció en Pomona, California. Cantó en su infancia en el coro de su escuela. Era hijo de un agente de policía local. Dejó el instituto para casarse.
Collins empezó su carrera musical de canto haciendo falsete en grupos de coros para varios grupos de doo-wop en el área de Los Ángeles a finales de los 50 y comienzos de los 60, entre los que estaban Little Julian Herrera and The Tigers.[cita requerida] En 1964, Collins, el baterista Jimmy Carl Black, el bajista Roy Estrada, el saxofonista Dave Coronado y el guitarrista Ray Hunt formaron The Soul Giants. Hunt fue finalmente reemplazado por Frank Zappa, y el grupo evolucionó a The Mothers of Invention. Ray fue el vocalista principal en sus primeros álbumes, incluyendo Freak Out!, Absolutely Free, Cruising With Ruben & The Jets y Uncle Meat y proporcionado la armónica en Freak Outǃ En 1968 Ray deja The Mothers of Invention, pero continuó contribuyendo en otros proyectos de Zappa a mediados de los 70.
Collins residió en Claremont, California hasta su muerte el 24 de diciembre de 2012. Tenía 76 años.